# Presbytis melalophos
Presbytis melalophos (Сурілі суматранський) — вид приматів з роду Presbytis родини мавпові.

## Опис
Довжина голови й тіла: 42-59 см, довжина хвоста: 53-81 см, вага: 5.8-7.4 кг. Це тонкі примати з довгими задніми ногами і довгим хвостом. P. m. melalophos має яскраво червоний колір на спині і зовнішніх сторонах кінцівок, живіт червонувато-жовтий або жовтувато-коричневий. P. m. bicolor має темно-коричневу спину, білий живіт і чорні кисті рук і ступні. P. m. mitrata має попелясто-сірий хутро на спині і білуватий низ, P. m. sumatranus має коричнювату спину і кремового кольору живіт. Є чубчик темного волоссям на маківці голови. Має багатокамерний шлунок для кращого використання їжі.

## Поширення
Ендемік Суматри (Індонезія). Вид терпимо ставиться до перетворення середовища існування і може бути знайдений в порушених і вторинних пагорбових тропічних лісах, чагарникових лісах і плантаціях.

## Стиль життя
Цей вид, перш за все, листоїдний, але також споживає фрукти, квіти і насіння. Вид денний і деревний. Тварини живуть в групах від 5 до 8 тварин, які зазвичай складаються з одного самця, кількох самиць і потомства. Є також групи з кількома самцями, а також холостяцькі групи. Самиця  народжує одне дитинча або, рідше, близнюків.

## Загрози та охорона
Велика втрата середовища існування, особливо для плантацій олійних пальм є серйозною загрозою. Цей вид знаходиться в Додатку II СІТЕС і охороняється національним законодавством. Проживає, як відомо, в п'яти охоронних територіях.